# Anton Sutterlüty
Anton Sutterlüty (* 3. Jänner 1933 in Egg; † 21. April 2020 ebenda) war ein österreichischer Politiker (ÖVP) und Verwaltungsjurist. Er war von 1969 bis 1984 Abgeordneter zum Vorarlberger Landtag und von 1980 bis 2000 Bürgermeister von Egg.

## Ausbildung und Beruf
Nach dem Besuch von fünf Jahren Volksschule in Egg und drei Jahren des Gymnasiums Mehrerau absolvierte Sutterlüty zwischen 1949 und 1954 das Bundesgymnasium Feldkirch und legte dort 1954 die Matura ab. Er studierte im Anschluss ab 1954 Rechtswissenschaften an der Universität Innsbruck und schloss sein Studium im Dezember 1958 mit der Promotion zum Dr. jur. ab. Zudem absolvierte er von 1955 bis 1956 einen Abiturientenkurs der Handelsakademie Innsbruck.
Beruflich war Sutterlüty 1959 als Gerichtspraktikant an den Landesgerichten Innsbruck, Feldkirch und am Bezirksgericht Bezau beschäftigt. Danach trat er am 1. Jänner 1960 in den Dienst des Landes Vorarlberg und arbeitete für die Bezirkshauptmannschaften Bregenz, Feldkirch und Bludenz sowie in der Abteilung Finanzen, Allgemeine Präsidialangelegenheiten sowie Gesetzgebung des Amts der Vorarlberger Landesregierung. 1966 wechselte er zum Landesstraßenbauamt Feldkirch bzw. Landeshochbauamt; danach war er von 1972 bis 1980 als Vorstand der Abteilung Allgemeine Wirtschaftsangelegenheiten sowie Leiter der Außenhandelsstelle beim Amt der Landesregierung beschäftigt. Auf Grund seiner politischen Ämter wurde er ab 1980 dienstfreigestellt und per 1. Jänner 1996 pensioniert.

## Politik und Funktionen
Sutterlüty engagierte sich während seiner Studienzeit bei der Katholischen Hochschuljugend Innsbruck. Er wurde 1965 Parteimitglied der Österreichischen Volkspartei und des ÖAAB und übernahm noch 1965 die Funktion des ÖVP-Ortsparteiobmanns von Egg, wobei er diese Funktion bis 1995 innehatte. Er war zudem von 1969 bis 1984 Mitglied der ÖVP Bezirks- und Landesparteileitung und von 1972 bis 1983 stellvertretender Bezirksparteiobmann der ÖVP Bezau. Im ÖAAB war er zudem von 1969 bis 1984 als Mitglied der Bezirks- und Landesparteileitung aktiv. Er war vom 5. November 1969 bis zum 5. November 1984 als Vertreter des Wahlbezirks Bregenz Abgeordneter zum Vorarlberger Landtag, wobei er nach jeder Landtagswahl für ein Regierungsmitglied nachrückte und deshalb nie von Beginn einer Periode an dem Landtag angehörte. Während seiner langjährigen Tätigkeit als Abgeordneter war er Mitglied im Rechtsausschuss, Mitglied im Landwirtschaftlichen Ausschuss, Mitglied im Energiepolitischen Ausschuss, Mitglied im Kulturausschuss und Mitglied im Notstandsausschuss.
Auf lokalpolitischer Ebene gehörte er ab April 1965 der Gemeindevertretung von Egg an. Er wurde 1980 Mitglied des Gemeinderates und Bürgermeister von Egg, wobei er die Referate Finanzen, Raumplanung und Kultur führte. Des Weiteren war er Obmann verschiedener Ausschüsse und während seiner Amtszeit als Bürgermeister Vorsitzender der Grundverkehrskommission, Vorsitzender der Abwasserreinigungsanlage-GmbH. Egg–Andelsbuch, Vorsitzender des Standesamtsverbandes Egg–Andelsbuch und Vorsitzender des Staatsbürgerschaftsverbandes Egg–Andelsbuch. Er schied im April 2000 aus seinem Amt als Bürgermeister aus.
Neben seinen politischen Ämtern war Sutterlüty in zahlreichen Vereinen engagiert. So war er Obmann des Kirchenchores Egg, Mitglied des Männerchores Egg und Mitglied des Alpenvereins Egg sowie Naturschutz- und Hochgebirgswart. Er engagierte sich als Gründungsmitglied des Eissportvereins Egg, war Mitglied des SC Egg und Mitglied des Turnvereins Egg. Er war zudem in der Regionalplanungsgemeinschaft Bregenzerwald und in der Standesvertretung des Standes Bregenzerwald aktiv, wirkte als Mitglied und Vorsitzender des Sparkassenrates Egg und war Mitglied des Pfarrgemeinderates der Pfarre Egg.

## Privates
Sutterlütys Vater, Johann Peter Sutterlüty (1892–1977), war Kaufmann und ebenfalls Bürgermeister von Egg gewesen. Seine Mutter Anna Sutterlüty, geborene Geser stammte aus Andelsbuch. Sutterlüty heiratete 1969 die gebürtige Niederösterreicherin Christine Prewein und wurde zwischen 1970 und 1988 Vater von acht Söhnen und drei Töchtern.

## Auszeichnungen
- 2000 Großes Verdienstzeichen des Landes Vorarlberg
- 2012 Ehrenbürger der Gemeinde Egg